# Kameroen op het wereldkampioenschap voetbal 2010

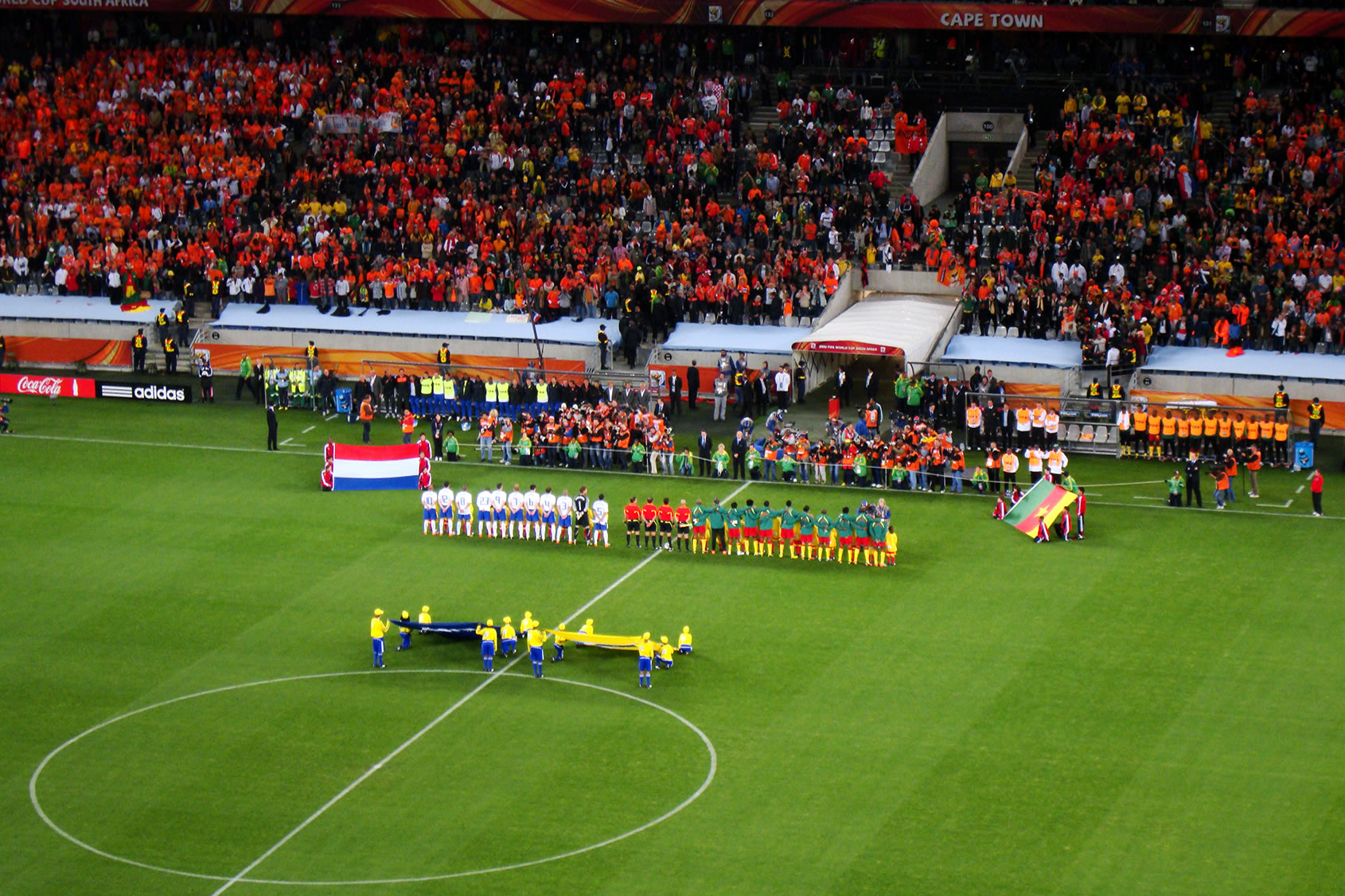
Teams staan opgesteld voor de wedstrijd Nederland-Kameroen op het WK 2010

Kameroen was een van de deelnemende landen aan het wereldkampioenschap voetbal 2010 in Zuid-Afrika. De laatste deelname van de ploeg uit Afrika was in 2002. Kameroen kwalificeerde zich als een van de vijf Afrikaanse landen.
Kameroen was het eerste land dat werd uitgeschakeld tijdens dit WK. Doordat de eerste twee wedstrijden werden verloren en door de resultaten van de andere wedstrijden in de groep, was na de tweede speelronde plaatsing voor de achtste finale niet meer mogelijk.

## Selectie
Op 29 mei 2010 werd de wk-selectie van bondscoach Paul Le Guen bekend.
| Keepers       |                     |                      |
| 16            | Souleymanou Hamidou | Kayserispor          |
| 1             | Carlos Kameni       | Espanyol             |
| 22            | Guy N'dy Assembé    | Valenciennes         |
| Verdedigers   |                     |                      |
| 2             | Benoît Assou-Ekotto | Tottenham Hotspur    |
| 5             | Sébastien Bassong   | Tottenham Hotspur    |
| 12            | Gaëtan Bong         | Valenciennes         |
| 14            | Aurélien Chedjou    | Lille                |
| 8             | Geremi Njitap       | Ankaragücü           |
| 19            | Stéphane M'Bia      | Olympique Marseille  |
| 3             | Nicolas N'Koulou    | AS Monaco            |
| 4             | Rigobert Song       | Trabzonspor          |
| Middenvelders |                     |                      |
| 18            | Eyong Enoh          | Ajax                 |
| 11            | Jean Makoun         | Olympique Lyon       |
| 20            | Georges Mandjeck    | 1. FC Kaiserslautern |
| 21            | Joël Matip          | Schalke 04           |
| 7             | Landry N'Guémo      | Celtic               |
| 6             | Alexandre Song      | Arsenal              |
| Aanvallers    |                     |                      |
| 23            | Vincent Aboubakar   | Cotonsport Garoua    |
| 13            | Eric Choupo-Moting  | 1. FC Nürnberg       |
| 10            | Achille Emana       | Betis Sevilla        |
| 9             | Samuel Eto'o        | Internazionale       |
| 17            | Mohamadou Idrissou  | SC Freiburg          |
| 15            | Pierre Webó         | Real Mallorca        |
| Bondscoach    |                     |                      |
|               | Paul Le Guen        |                      |

## Eindstand poulefase
| Land       | Wed | Win | Gel | Ver | DV | DT | +/− | Pnt |
| ---------- | --- | --- | --- | --- | -- | -- | --- | --- |
| Nederland  | 3   | 3   | 0   | 0   | 5  | 1  | 4   | 9   |
| Japan      | 3   | 2   | 0   | 1   | 4  | 2  | 2   | 6   |
| Denemarken | 3   | 1   | 0   | 2   | 3  | 6  | -3  | 3   |
| Kameroen   | 3   | 0   | 0   | 3   | 2  | 5  | -3  | 0   |

## Wedstrijden
|                                           |                   |           |          |                                                                                          |
| 14 juni 2010 «onderlinge duels» 16:00 uur | Japan             | 1 – 0     | Kameroen | Vrystaat Stadion, Bloemfontein Toeschouwers: 30.620 Scheidsrechter: Olegário Benquerença |
| 14 juni 2010 «onderlinge duels» 16:00 uur | Keisuke Honda 38' | (details) |          | Vrystaat Stadion, Bloemfontein Toeschouwers: 30.620 Scheidsrechter: Olegário Benquerença |

|                                           |                  |           |                                           |                                                                                        |
| 19 juni 2010 «onderlinge duels» 20:30 uur | Kameroen         | 1 – 2     | Denemarken                                | Loftus Versfeld Stadion, Pretoria Toeschouwers: 38.000 Scheidsrechter: Jorge Larrionda |
| 19 juni 2010 «onderlinge duels» 20:30 uur | Samuel Eto'o 10' | (details) | 33' Nicklas Bendtner 61' Dennis Rommedahl | Loftus Versfeld Stadion, Pretoria Toeschouwers: 38.000 Scheidsrechter: Jorge Larrionda |

|                                           |                         |           |                                              |                                                                            |
| 24 juni 2010 «onderlinge duels» 20:30 uur | Kameroen                | 1 – 2     | Nederland                                    | Groenpuntstadion, Kaapstad Toeschouwers: 63.093 Scheidsrechter: Pablo Pozo |
| 24 juni 2010 «onderlinge duels» 20:30 uur | Samuel Eto'o 65' (pen.) | (details) | 36' Robin van Persie 83' Klaas-Jan Huntelaar | Groenpuntstadion, Kaapstad Toeschouwers: 63.093 Scheidsrechter: Pablo Pozo |

FCF · A-internationals · Selecties · Bondscoaches · Statistieken · Kameroens vrouwenelftal · Kameroen U21 · Kameroen U20 · Kameroen U19 · Kameroen U18 · Kameroen U17
1960 – 1969 · 
1970 – 1979 · 
1980 – 1989 · 
1990 – 1999 · 
2000 – 2009 · 
2010 – 2019 ·
2020 − 2029
CC 2001 · 
CC 2003
WK 1982 · 
WK 1990 · 
WK 1994 · 
WK 1998 · 
WK 2002 · 
WK 2010 · 
WK 2014 ·
WK 2022
OS 1984 · 
OS 2000 · 
OS 2008
1961 · 
1960 · 
1961 · 
1962 · 
1963 · 
1964 · 
1965 · 
1966 · 
1967 · 
1968 · 
1969 · 
1970 · 
1971 · 
1972 · 
1973 · 
1974 · 
1975 · 
1976 · 
1977 · 
1978 · 
1979 · 
1980 · 
1981 · 
1982 · 
1983 · 
1984 · 
1985 · 
1986 · 
1987 · 
1988 · 
1989 · 
1990 · 
1991 · 
1992 · 
1993 · 
1994 · 
1995 · 
1996 · 
1997 · 
1998 · 
1999 · 
2000 · 
2001 · 
2002 · 
2003 · 
2004 · 
2005 · 
2006 · 
2007 · 
2008 · 
2009 · 
2010 · 
2011 · 
2012 · 
2013 ·
2014 ·
2015 ·
2016 ·
2017 ·
2018 ·
2019 ·
2020 ·
2021 ·
2022
Albanië ·
Algerije ·
Angola ·
Argentinië ·
Australië ·
Benin ·
Bolivia ·
Brazilië ·
Bulgarije ·
Burkina Faso ·
Burundi ·
Canada ·
Centraal-Afrikaanse Republiek ·
Chili ·
Colombia ·
Comoren ·
Congo-Brazzaville ·
Congo-Kinshasa ·
Costa Rica ·
Cuba ·
Denemarken ·
Duitsland ·
Egypte ·
Engeland ·
Equatoriaal-Guinea ·
Eritrea ·
Ethiopië ·
Finland ·
Frankrijk ·
Gabon ·
Gambia ·
Georgië ·
Ghana ·
Griekenland ·
Guinee ·
Guinee-Bissau ·
Ierland ·
India ·
Indonesië ·
Iran ·
Italië ·
Ivoorkust ·
Jamaica ·
Japan ·
Kaapverdië ·
Kenia ·
Koeweit ·
Kroatië ·
Lesotho ·
Liberia ·
Libië ·
Luxemburg ·
Madagaskar ·
Malawi ·
Mali ·
Marokko ·
Mauritanië ·
Mauritius ·
Mexico ·
Moldavië · 
Mozambique ·
Namibië ·
Nederland ·
Niger ·
Nigeria ·
Noord-Macedonië ·
Noorwegen ·
Oeganda ·
Oekraïne ·
Oezbekistan ·
Oostenrijk ·
Panama ·
Paraguay ·
Peru ·
Polen ·
Portugal ·
Roemenië ·
Rusland ·
Rwanda ·
Saoedi-Arabië ·
Sao Tomé en Principe ·
Senegal ·
Servië ·
Sierra Leone ·
Slowakije ·
Soedan ·
Somalië ·
Sovjet-Unie ·
Swaziland ·
Tanzania ·
Thailand · 
Togo ·
Tsjaad ·
Tunesië ·
Turkije ·
Verenigde Staten ·
Zambia ·
Zimbabwe ·
Zuid-Afrika ·
Zuid-Korea ·
Zuid-Soedan ·
Zweden ·
Zwitserland
Brazilië (2014) · 
Brazilië (2022) · 
Denemarken (2010) · 
Egypte (2017) ·
Frankrijk (2003) · 
Italië (1982) · 
Japan (2010) · 
Kroatië (2014) · 
Mexico (2014) ·
Nederland (2010) · 
Peru (1982) · 
Polen (1982) · 
Servië (2022)